# Podział administracyjny Kościoła katolickiego w Gabonie
Podział administracyjny Kościoła katolickiego w Gabonie – w ramach Kościoła katolickiego w Gabonie funkcjonują obecnie jedna metropolia, w której skład wchodzi jedna archidiecezja i cztery diecezje. Ponadto istnieje też wikariat apostolski, podległy bezpośrednio do Rzymu. 
Jednostki administracyjne Kościoła katolickiego obrządku łacińskiego w Gabonie:

## Metropolia Liberville
- Archidiecezja Libreville
  - Diecezja Franceville
  - Diecezja Mouila
  - Diecezja Oyem
  - Diecezja Port-Gentil

## Jednostka podległa bezpośrednio doRzymu
- Wikariat apostolski Makokou